# Proyecto Stargate
El Proyecto Stargate fue una unidad secreta del Ejército de los Estados Unidos establecida en 1978 en Fort Meade, Maryland, por la Agencia de Inteligencia de la Defensa (DIA) y el SRI International (un contratista de California) para investigar el potencial de fenómenos psíquicos y sus aplicaciones en la inteligencia militar y doméstica. El Proyecto, así como sus precursores y proyectos hermanos, originalmente tenían varios nombres en clave: "Gondola Wish", "Stargate", "Grill Flame", "Center Lane", "Project CF", "Sun Streak" o "Scanate". En 1991, todos ellos se consolidaron y se rebautizaron con el nombre de "Proyecto Stargate".
El trabajo involucraba principalmente la visión remota, la supuesta capacidad de "ver" psíquicamente eventos, sitios o información desde una gran distancia. El proyecto fue supervisado hasta 1987 por el teniente Frederick Holmes "Skip" Atwater, un ayudante del Mayor General Albert Stubblebine, y más tarde presidente del Instituto Monroe. La unidad era de pequeña escala, compuesta por alrededor de 15 a 20 personas, y se encontraba en "un viejo cuartel de madera con goteras".
El Proyecto Stargate fue cancelado y desclasificado en 1995 después de que un informe de la CIA concluyera que nunca fue útil en ninguna operación de inteligencia. La información provista por el programa era vaga e incluía datos irrelevantes y erróneos, y había sospechas de poca fiabilidad de los resultados. Este proyecto apareció en el libro de 2004 Los hombres que miraban fijamente a las cabras, llevado al cine en la película de 2009 The Men Who Stare at Goats, aunque en ambas obras no se cita por su nombre.